# 小赤沢温泉
小赤沢温泉（こあかさわおんせん）は、長野県下水内郡栄村の秘境秋山郷に位置する温泉である。日帰り温泉施設「楽養館」で入浴可能。

## 泉質
- 含鉄Ⅱ-ナトリウム・カルシウム-塩化物強塩温泉
  - 泉温　45℃
- 源泉掛け流し。赤褐色のお湯になっていて、成分は一般療養泉基準の倍以上の高濃度を誇る。

## 温泉地
苗場山登山口でもある秋山郷の中心集落の小赤沢の一角に、公営の日帰り温泉施設「楽養館」が存在する。
建物は一見、山小屋のような造りとなっている。山深い集落に位置するため、施設は11月中旬〜4月中旬は冬季休業となる。
温泉を利用した宿泊施設はないが、周辺が秋山郷となっているため、数軒の民宿が点在する。

## 歴史
- 1984年（昭和59年）- 村営として楽養館開設[1]。

## アクセス
公共交通
- JR飯山線・森宮野原駅から南越後観光バス・デマンド型交通の乗り継ぎで約70分、バス停「小赤沢」下車。「小赤沢」から徒歩10分[2]。

自動車
- 関越自動車道塩沢石打ICから国道353号・国道117号・県道507号経由、車で90分。